# Micheline Tessier
Hélène Micheline Tessier (* 21. Juli 1932 in Paris; † 25. Februar 2006 in Montreal) war eine kanadische Opernsängerin (Sopran) und Gesangspädagogin.

## Leben und Wirken
Tessier studierte von 1945 bis 1949 Gesang an der École normale de musique bei Roger Filiatrault. Bis 1949 nahm sie privaten Unterricht, dann studierte sie mit Unterstützung der Sarah Fischer Concerts, der Les Amis de’l art und der Provinzregierung von Québec in New York (überwiegend am Mannes College) Operngesang bei Martial Singher, Paul Ulanowsky, Otto Guth und Rudolph Fellner. In dieser Zeit war sie Mitglied des Juilliard Opera Theatre.
Während der Marlboro Festivals 1955 und 1956 in Vermont sang sie Kantaten von Rameau und Bach, den Sopranpart in Arnold Schönbergs zweitem Streichquartett und begleitet von Rudolf Serkin Lieder von Adolf Busch. 1957 war sie unter den Finalisten der Metropolitan Opera Auditions of the Air und gewann den Ersten Preis beim internationalen Interpretenwettbewerb in Genf. Bei den Montreal Festivals 1957 sang sie in zehn Aufführungen der Oper Don Giovanni die Donna Elvira, und 1958 trat sie bei der Opera Guild of Montreal als Nanetta in Falstaff auf.
In der Saison 1959–1960 war Tessier am Landestheater Detmold engagiert. Dort sang sie u. a.  die Dorothea in Jaromir Weinbergers Schwanda, der Dudelsackpfeifer, die Karolka in Leoš Janáčeks Jenůfa und die Violetta in La traviata, mit der sie auch in Hannover sehr erfolgreich war. Nach der Rückkehr nach Kanada arbeitete sie mit Bernard Diamant, debütierte mit der Canadian Opera Company als Micaela in Carmen (1961) und trat bei den Community Concerts im Rundfunk und Fernsehen auf. Mit Jean-Louis Pellerin und Gaston Germain gründete sie das Trio Canadien Bel Canto, mit dem sie von 1963 bis 1965 für Youth and Music Canada durch Kanada tourte.
Als Solistin trat Tessier u. a. mit dem Montreal Symphony Orchestra, dem Orchestre Symphonique de Québec, dem McGill Chamber Orchestra, dem National Arts Centre Orchestra und dem Bordeaux Symphony Orchestra (1965) auf. Am Théâtre lyrique de Nouvelle-France trat sie erfolgreich als Musetta in La Bohème (1962), Tosca (1963), Cio-Cio-San in Madama Butterfly (1964) und Fiordiligi in Così fan tutte (1970) auf. In der Carnegie Hall sang sie 1964 neben Richard Tucker die Eudoxie in einer konzertanten Aufführung von Jacques Fromental Halévys Oper La Juive. Auf einer Reise in die UdSSR 1968 sang sie die Tosca und Cio-Cio-San an den Opernhäusern in Odessa, Tbilisi und Jerewan und französische Lieder im Moskauer Fernsehen.
Von 1967 bis 1969 unterrichtete Tessier an der École normale, danach bis 1974 an der Universität Québec, wo sie mit ihren Studenten Kammeropern von Franz Schubert, Emmanuel Chabrier, Albert Roussel und Léo Delibes aufführte. Bis 1976 unterrichtete sie am Collège Lionel-Groulx, danach leitete sie bis 1981 das Musikdepartment am Marguerite-Bourgeoys College. Von 1981 bis 1885 war sie Generaldirektorin der Youth and Music Canada, danach bis 1990 deren künstlerische Leiterin. Von 1977 bis 1982 war sie Vorstandsmitglied, 1982–1983 Präsidentin des Canadian Music Council, außerdem 1983–1984 Präsidentin der Canadian Conference of the Arts, deren Ehrenmitglied sie 1994 wurde. Tessier war seit 1960 mit dem Musikkritiker Gilles Potvin verheiratet.